# Saint-Chamassy
Saint-Chamassy is een gemeente in het Franse departement Dordogne (regio Nouvelle-Aquitaine) en telt 456 inwoners (2004). De plaats maakt deel uit van het arrondissement Sarlat-la-Canéda.

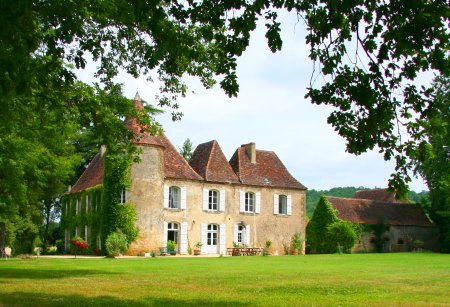
Château de Falgueyrac
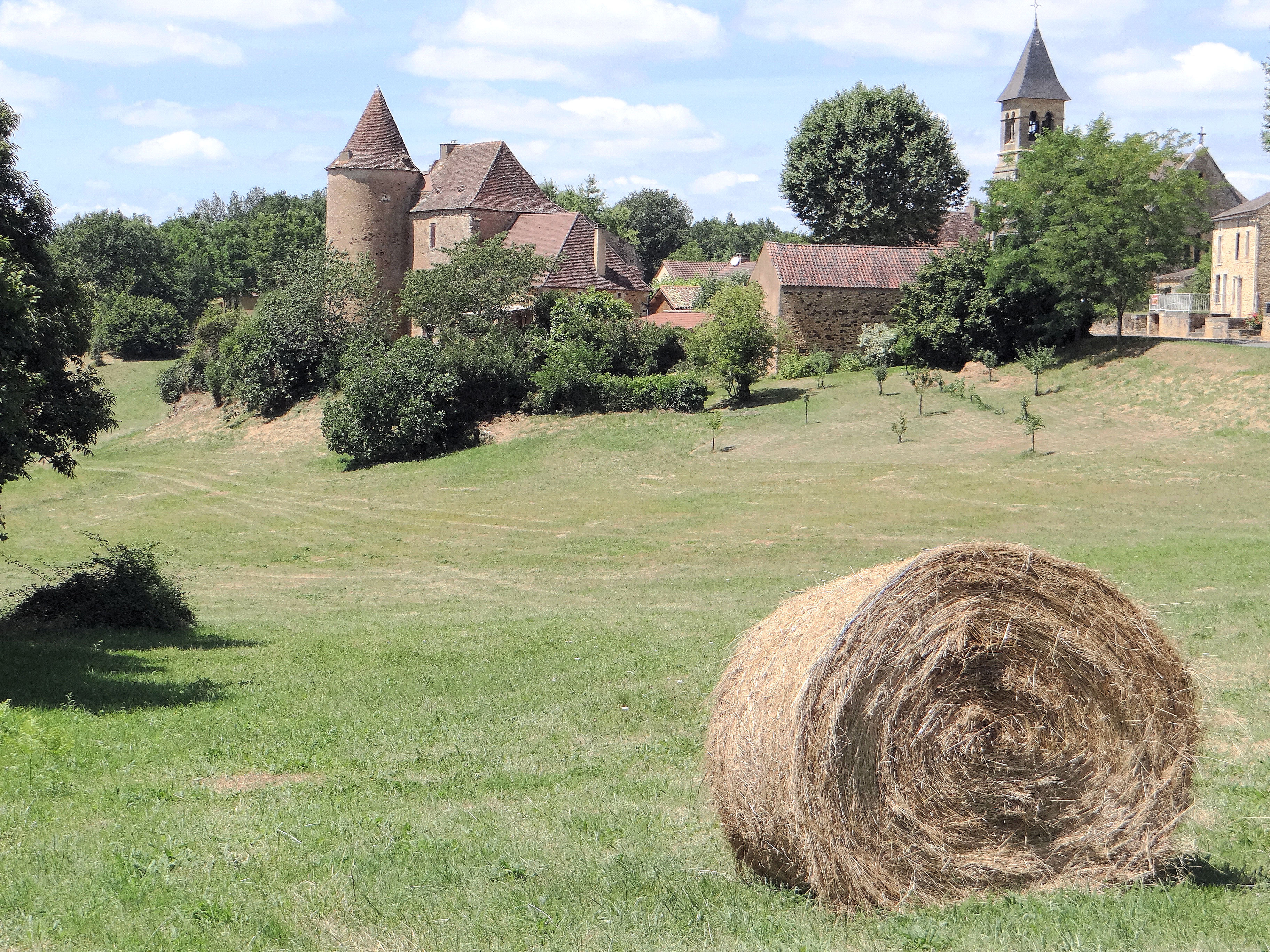
15e-eeuwse vesting en kerk van Saint-Chamassy

## Geografie
De oppervlakte van Saint-Chamassy bedraagt 15,5 km², de bevolkingsdichtheid is 29,4 inwoners per km².
De onderstaande kaart toont de ligging van Saint-Chamassy met de belangrijkste infrastructuur en aangrenzende gemeenten.

## Demografie
Onderstaande figuur toont het verloop van het inwonertal (bron: INSEE-tellingen).